# Tordesilos
Tordesilos é um município da Espanha na província de Guadalajara, comunidade autónoma de Castilla-La Mancha, de área 46,49 km² com população de 140 habitantes (2006) e densidade populacional de 3,16 hab/km².

## Demografia
| Variação demográfica do município entre 1991 e 2004 | Variação demográfica do município entre 1991 e 2004 | Variação demográfica do município entre 1991 e 2004 | Variação demográfica do município entre 1991 e 2004 |
| --------------------------------------------------- | --------------------------------------------------- | --------------------------------------------------- | --------------------------------------------------- |
| 1991                                                | 1996                                                | 2001                                                | 2004                                                |
| 176                                                 | 150                                                 | 120                                                 | 146                                                 |